# Голиаф (телесериал)
«Голиа́ф» (англ. Goliath) — юридическо-драматический телесериал, премьера которого состоялась на Amazon Video 16 октября 2016 года. Главную роль исполнил Билли Боб Торнтон.

## В главных ролях
- Билли Боб Торнтон — Билли Макбрайд
- Уильям Хёрт — Дональд Куперман
- Нина Арианда — Пэтти Солис-Папагиан
- Таня Реймонд — Бриттани Голд
- Диана Хоппер — Дениз Макбрайд (сезоны 2—4; периодически сезон 1)

Сезон 1
- Мария Белло — Джули Макбрайд
- Оливия Тирлби — Люси Киттридж
- Молли Паркер — Кэлли Сенат
- Сара Уинтер — Джина Ларсон
- Бритен Далтон — Джейсон Ларсон

Сезон 2
- Ана де ла Регера — Марисоль Сильва (сезоны 2—3)
- Мэттью дель Негро — Донни Лумис
- Моррис Честнат — Хаким Рашад
- Марк Дюпласс — Том Уайатт (сезон 2; гость в сезоне 3)

Сезон 3
- Деннис Куэйд — Уэйд Блэквуд
- Эми Бреннеман — Диана Блэквуд
- Бо Бриджес — Рой Уилер
- Шамир Андерсон — Антон / Дарио
- Грэм Грин — Литтлкроу
- Джулия Джонс — Стефани

Сезон 4
- Джей Кей Симмонс — Джордж Закс
- Джена Мэлоун — Саманта Марголис
- Ленора Кричлоу — Ава Уоллас-Марголис
- Брэндон Скотт — Роберт Бетанкур
- Джеффри Аренд — Гриффин Петок
- Брюс Дерн — Фрэнк Закс
- Клара Вонг — Кейт Закс

## Производство
15 февраля 2017 года Amazon объявил о продлении сериала на второй сезон, который был выпущен 15 июня 2018 года.
11 декабря 2018 года сериал был продлён на третий сезон, премьера которого состоялась состоялась на Amazon 4 октября 2019 года.
14 ноября 2019 года Amazon объявил о продлении сериала на четвёртый и финальный сезон, который вышел 25 сентября 2021 года.

## Эпизоды
| Сезон | Серии | Серии | Даты показа      | Даты показа      |
| ----- | ----- | ----- | ---------------- | ---------------- |
| 1     | 8     | 8     | 13 октября 2016  | 13 октября 2016  |
| 2     | 8     | 8     | 15 июня 2018     | 15 июня 2018     |
| 3     | 8     | 8     | 4 октября 2019   | 4 октября 2019   |
| 4     | 8     | 8     | 24 сентября 2021 | 24 сентября 2021 |

### Сезон 1 (2016)
| № общий | № в сезоне | Название                                         | Режиссёр         | Автор сценария                   | Дата премьеры   |
| ------- | ---------- | ------------------------------------------------ | ---------------- | -------------------------------- | --------------- |
| 1       | 1          | «Of Mice and Men» «Мыши и люди»                  | Лоренс Триллинг  | Дэвид Э. Келли и Джонатан Шапиро | 13 октября 2016 |
| 2       | 2          | «Pride and Prejudice» «Гордость и предубеждение» | Алик Сахаров     | Джонатан Шапиро и Дэвид Э. Келли | 13 октября 2016 |
| 3       | 3          | «Game On» «Игра началась»                        | Билл Д’Элия      | Джонатан Шапиро и Дэвид Э. Келли | 13 октября 2016 |
| 4       | 4          | «It's Donald» «Это Дональд»                      | Алик Сахаров     | Джонатан Шапиро                  | 13 октября 2016 |
| 5       | 5          | «Cover Your Ass» «Прикрой свою задницу»          | Энтони Хемингуэй | Джонатан Шапиро                  | 13 октября 2016 |
| 6       | 6          | «Line of Fire» «Линия огня»                      | Лоренс Триллинг  | Джонатан Шапиро                  | 13 октября 2016 |
| 7       | 7          | «Beauty and the Beast» «Красавица и чудовище»    | Лоренс Триллинг  | Джонатан Шапиро и Дэвид Э. Келли | 13 октября 2016 |
| 8       | 8          | «Citizens United» «Граждане США»                 | Лоренс Триллинг  | Джонатан Шапиро и Дэвид Э. Келли | 13 октября 2016 |

### Сезон 2 (2018)
| № общий | № в сезоне | Название                            | Режиссёр        | Автор сценария                              | Дата премьеры |
| ------- | ---------- | ----------------------------------- | --------------- | ------------------------------------------- | ------------- |
| 9       | 1          | «La Mano» «Рука»                    | Лоренс Триллинг | Бен Майер                                   | 15 июня 2018  |
| 10      | 2          | «Politics» «Политики»               | Лоренс Триллинг | Ноэлль Вальдивиа и Тони Солтцман            | 15 июня 2018  |
| 11      | 3          | «Fresh Flowers» «Свежие цветы»      | Денни Гордон    | Дженнифер Эймс, Стив Тернер и Мариса Вегзин | 15 июня 2018  |
| 12      | 4          | «Alo» «Лицо»                        | Денни Гордон    | Ноэлль Вальдивиа и Тони Солтцман            | 15 июня 2018  |
| 13      | 5          | «Who's Gabriel» «Кто такой Гэбриэл» | Денни Гордон    | Тони Солтцман                               | 15 июня 2018  |
| 14      | 6          | «Two Cinderellas» «Две Золушки»     | Лоренс Триллинг | Ноэлль Вальдивиа                            | 15 июня 2018  |
| 15      | 7          | «Diablo Verde» «Зеленый Дьявол»     | Лоренс Триллинг | Дженнифер Эймс и Стив Тернер                | 15 июня 2018  |
| 16      | 8          | «Tongue Tied» «Косноязычный»        | Денни Гордон    | Мариса Вегзин                               | 15 июня 2018  |

### Сезон 3 (2019)
| № общий | № в сезоне | Название                                                         | Режиссёр        | Автор сценария                              | Дата премьеры  |
| ------- | ---------- | ---------------------------------------------------------------- | --------------- | ------------------------------------------- | -------------- |
| 17      | 1          | «The Subsidence Adventure» «Приключение с просадкой»             | Лоренс Триллинг | Дженнифер Эймс и Стив Тернер                | 4 октября 2019 |
| 18      | 2          | «Happiness From The Ground Up» «Счастье с чистого листа»         | Лоренс Триллинг | Мариса Вегзин                               | 4 октября 2019 |
| 19      | 3          | «Good Morning, Central Valley» «Доброе утро, Центральная долина» | Лоренс Триллинг | Дженнифер Эймс, Стив Тернер и Мариса Вегзин | 4 октября 2019 |
| 20      | 4          | «Full Circle» «Полный цикл»                                      | Лоренс Триллинг | Дженнифер Эймс, Стив Тернер и Мариса Вегзин | 4 октября 2019 |
| 21      | 5          | «Argus 2: Battledome» «Аргус 2: Боевая группа»                   | Лоренс Триллинг | Эндрю Матишив                               | 4 октября 2019 |
| 22      | 6          | «Fer-De-Lance» «Фер-Де-Ланс»                                     | Лоренс Триллинг | Дженнифер Эймс, Стив Тернер и Мариса Вегзин | 4 октября 2019 |
| 23      | 7          | «Conscious Uncoupling» «Сознательное отсоединение»               | Лоренс Триллинг | Мариса Вегзин                               | 4 октября 2019 |
| 24      | 8          | «Joy Division» «Joy Division»                                    | Лоренс Триллинг | Дженнифер Эймс и Стив Тернер                | 4 октября 2019 |

### Сезон 4 (2021)
| № общий | № в сезоне | Название                           | Режиссёр          | Автор сценария                              | Дата премьеры    |
| ------- | ---------- | ---------------------------------- | ----------------- | ------------------------------------------- | ---------------- |
| 25      | 1          | «Hadleyville»                      | Билли Боб Торнтон | Дженнифер Эймс, Стив Тернер и Мариса Вегзин | 24 сентября 2021 |
| 26      | 2          | «The Pain Killer»                  | Лоренс Триллинг   | Дженнифер Эймс, Стив Тернер и Мариса Вегзин | 24 сентября 2021 |
| 27      | 3          | «Signed, William Hamilton McBride» | Лоренс Триллинг   | Дженнифер Эймс, Стив Тернер и Мариса Вегзин | 24 сентября 2021 |
| 28      | 4          | «Forcibly Removed»                 | Лоренс Триллинг   | Дженнифер Эймс, Стив Тернер и Мариса Вегзин | 24 сентября 2021 |
| 29      | 5          | «Spilt Milk»                       | Дерек Йохансен    | Дженнифер Эймс, Стив Тернер и Эндрю Матишив | 24 сентября 2021 |
| 30      | 6          | «Rundleworks»                      | Лоренс Триллинг   | Мариса Вегзин и Керри Брэнди Лонг           | 24 сентября 2021 |
| 31      | 7          | «Lawyer Trickery Bullshit»         | Лоренс Триллинг   | Дженнифер Эймс, Стив Тернер и Мариса Вегзин | 24 сентября 2021 |
| 32      | 8          | «It’s Time»                        | Лоренс Триллинг   | Дженнифер Эймс, Стив Тернер и Эндрю Матишив | 24 сентября 2021 |

## Отзывы критиков
Сериал получил в общем положительные отзывы, на Metacritic сериал получил 65 баллов из 100 на основе 26 рецензий; критики особенно отметили сюжет и актёрскую игру Билли Боба Торнтона.